# Δ13C
δ13C (произносится как де́льта цэ трина́дцать) — в геохимии, палеоклиматологии и палеоокеанографии означает отклонение изотопной сигнатуры 13C/12C от сигнатуры стандартного образца, выраженное в промилле:
{\displaystyle \mathrm {\delta ^{13}C} ={\Biggl [}\mathrm {\frac {(^{13}C/^{12}C)_{sample}}{(^{13}C/^{12}C)_{standard}}} -1{\Biggr ]}\times 1000\ ^{o}\!/\!_{oo},}
где индексом «standard» обозначается сигнатура стандартного образца.
δ13C изменяется во времени как функция продуктивности биосферы, уровня захоронения органического углерода и типа растительности.
Для большинства природных материалов сигнатура 13C/12C с большой точностью равна 0,0112, различия проявляются только в следующем знаке этого числа. Таким образом, различия в сигнатуре, с которыми имеют дело исследователи, исчисляется в промилле. Точность современных масс-спектроскопов составляет 0,02 ‰, погрешности при подготовке образцов могут увеличить ошибку до 0,2 ‰. Статистически значимыми могут считаться отличия 1 ‰ и более. Для современной атмосферной углекислоты в отсутствие индустриальной деятельности δ13C составляет −8 ‰ и медленно увеличивается в сторону более отрицательных значений из-за широкого использования ископаемого органического топлива, для которого этот показатель составляет −30 ‰.

## Стандартные образцы
Стандартным образцом для оценки δ13C является «Pee Dee Belemnite» (PDB) из морских окаменелостей мелового периода Belemnitella americana формации Pee Dee в Южной Каролине. Эти образцы имеют аномально высокое отношение 13C/12C (0,0112372) и приняты в качестве эталона нулевого значения δ13C. Использование этого стандарта приводит к отрицательным значениям δ13C для обычных материалов. Стандартные образцы используются для верификации точности методов масс-спектроскопии. Из-за того, что масс-спектроскопия получает всё большее распространение, ощущается недостаток стандартных образцов, поэтому часто применяются другие стандарты, например VPDB («Vienna PDB»).

## Что влияет на δ13C?
Метан имеет очень низкий показатель δ13C: биогенный метан порядка −60 ‰, термогенный — около −40 ‰. Высвобождение больших количеств гидрата метана может влиять на глобальный показатель δ13C, как, например, во время позднепалеоценового термического максимума.
В общем случае, на величину δ13C влияют изменения первичной продуктивности и захоронения органики. Живые организмы потребляют преимущественно лёгкий изотоп 12C и имеют показатель δ13C порядка −25 ‰ в зависимости от типа метаболизма.
Увеличение первичной продуктивности вызывает соответствующее увеличение δ13C, поскольку больший процент изотопа 12C оказывается связанным в растениях. На величину δ13C влияет также захоронение органического углерода; когда органический углерод захоронен, большое количество изотопа 12C выходит из оборота и накапливается в отложениях, что увеличивает относительное содержание 13C.

## Геологически важные проявления δ13C
Растения, фиксирующие углерод по типу C3 и по типу C4, имеют различные сигнатуры, что позволяет отслеживать распространённость трав C4 во времени. В то время как растения C4 имеют δ13C в пределах от −16 до −10 ‰, у C3 этот показатель составляет от −33 до −24 ‰.
Массовые вымирания часто отмечаются отрицательными аномалиями δ13C, так как сопровождаются падением первичной продуктивности и высвобождением связанного в растениях углерода.
Эволюция крупных сухопутных растений в конце девонского периода привела к увеличению захоронения углерода и повышению показателя δ13C.